# Serhij Szewczenko (napastnik)
Serhij Jakowycz Szewczenko, ukr. Сергій Якович Шевченко, ros. Сергей Яковлевич Шевченко, Siergiej Jakowlewicz Szewczenko (ur. 15 maja 1960 w Karabałcie, Kirgiska SRR) – ukraiński piłkarz, grający na pozycji napastnika, trener piłkarski.

## Kariera piłkarska

### Kariera klubowa
Urodził się w małym wojskowym miasteczku w Kirgizji. Podstawy piłki nożnej poznawał w szkółce sportowej miejscowego przedsiębiorstwa przemysłu obronnego produkującego paliwo rakietowe z uranu. Potem wstąpił na studia w Frunze, skąd został zaproszony do juniorskiej reprezentacji ZSRR. Karierę piłkarską rozpoczął w miejscowym klubie Ałga Frunze. Występował również w klubach Ałaj Osz, Neftchi Fergana, Tawrija Symferopol i Metalist Charków. W 1994 zakończył karierę piłkarską.

## Kariera trenerska
Po zakończeniu kariery piłkarskiej w 1995 rozpoczął pracę trenerską na stanowisku głównego trenera w amatorskim klubie Awanhard Kramatorsk, z którym zdobył mistrzostwo obwodu donieckiego. W 2006 został zaproszony do Tawrii Symferopol. Potem trenował kluby Qizilqum Zarafshon oraz Ordabasy Szymkent. Po powrocie do Ukrainy, trenował przez sezon Krywbas-2 Krzywy Róg, a latem 2006 objął stanowisko głównego trenera Tytan Armiańsk, z którym pracował do końca lata 2008 roku. W styczniu 2011 powrócił do Awanharda Kramatorsk. 27 listopada 2013 podał się do dymisji.

## Sukcesy i odznaczenia

### Sukcesy klubowe
- mistrz Ukrainy: 1992

### Sukcesy indywidualne
- 5. miejsce w klasyfikacji strzelców Wyższej Lihi Ukrainy: 1992
- 5. miejsce w klasyfikacji strzelców Wyższej Lihi Ukrainy: 1992/93

### Odznaczenia
- tytuł Mistrza Sportu ZSRR: 1989
- tytuł Mistrza Sportu Ukrainy: 1992